# American Football Conference

Logo da AFC.

A American Football Conference (AFC) é uma das duas conferências da National Football League, o campeonato de futebol americano profissional dos Estados Unidos. A AFC foi formada quando a American Football League (AFL) se juntou à NFL após a fusão das ligas, em 1970.
É composta por dezesseis equipes, divididas em quatro divisões (North, South, East e West) — resultando em quatro equipes por divisão. No final da temporada regular, as quatro campeãs de cada divisão se classificam para os playoffs.

## Times
| Divisão | Time                 | Cidade              | Estádio                    |
| ------- | -------------------- | ------------------- | -------------------------- |
| East    | Buffalo Bills        | Orchard Park, NY    | Highmark Stadium           |
| East    | Miami Dolphins       | Miami Gardens, FL   | Hard Rock Stadium          |
| East    | New England Patriots | Foxborough, MA      | Gillette Stadium           |
| East    | New York Jets        | East Rutherford, NJ | MetLife Stadium            |
| North   | Baltimore Ravens     | Baltimore, MD       | M&T Bank Stadium           |
| North   | Cincinnati Bengals   | Cincinnati, OH      | Paycor Stadium             |
| North   | Cleveland Browns     | Cleveland, OH       | Huntington Bank Field      |
| North   | Pittsburgh Steelers  | Pittsburgh, PA      | Acrisure Stadium           |
| South   | Houston Texans       | Houston, TX         | NRG Stadium                |
| South   | Indianapolis Colts   | Indianápolis, IN    | Lucas Oil Stadium          |
| South   | Jacksonville Jaguars | Jacksonville, FL    | TIAA Bank Field            |
| South   | Tennessee Titans     | Nashville, TN       | Nissan Stadium             |
| West    | Denver Broncos       | Denver, CO          | Empower Field at Mile High |
| West    | Kansas City Chiefs   | Kansas City, MO     | Arrowhead Stadium          |
| West    | Las Vegas Raiders    | Paradise, NE        | Allegiant Stadium          |
| West    | Los Angeles Chargers | Inglewood,CA        | SoFi Stadium               |

## Temporadas
| Temporada | Vencedor                  | Placar | Perdedor             | Local            | Estádio                             |
| --------- | ------------------------- | ------ | -------------------- | ---------------- | ----------------------------------- |
| 1970–71   | Baltimore Colts (1)       | 27-17  | Oakland Raiders      | Baltimore, MD    | Memorial Stadium                    |
| 1971–72   | Miami Dolphins (1)        | 21-0   | Baltimore Colts      | Miami, FL        | Miami Orange Bowl                   |
| 1972–73   | Miami Dolphins (2)        | 21-17  | Pittsburgh Steelers  | Pittsburgh, PA   | Three Rivers Stadium                |
| 1973–74   | Miami Dolphins (3)        | 27-10  | Oakland Raiders      | Miami, FL        | Miami Orange Bowl                   |
| 1974–75   | Pittsburgh Steelers (1)   | 24-13  | Oakland Raiders      | Oakland, CA      | Oakland Coliseum                    |
| 1975–76   | Pittsburgh Steelers (2)   | 16-10  | Oakland Raiders      | Pittsburgh, PA   | Three Rivers Stadium                |
| 1976–77   | Oakland Raiders (1)       | 24-7   | Pittsburgh Steelers  | Oakland, CA      | Oakland Coliseum                    |
| 1977–78   | Denver Broncos (1)        | 20-17  | Oakland Raiders      | Denver, CO       | Mile High Stadium                   |
| 1978–79   | Pittsburgh Steelers (3)   | 34-5   | Houston Oilers       | Pittsburgh, PA   | Three Rivers Stadium                |
| 1979–80   | Pittsburgh Steelers (4)   | 27-13  | Houston Oilers       | Pittsburgh, PA   | Three Rivers Stadium                |
| 1980–81   | Oakland Raiders (2)       | 34-27  | San Diego Chargers   | San Diego, CA    | Qualcomm Stadium                    |
| 1981–82   | Cincinnati Bengals (1)    | 27-7   | San Diego Chargers   | Cincinnati, OH   | Riverfront Stadium                  |
| 1982–83   | Miami Dolphins (4)        | 14-0   | New York Jets        | Miami, FL        | Miami Orange Bowl                   |
| 1983–84   | Los Angeles Raiders (3)   | 30-14  | Seattle Seahawks     | Los Angeles, CA  | Los Angeles Memorial Coliseum       |
| 1984–85   | Miami Dolphins (5)        | 45-28  | Pittsburgh Steelers  | Miami, FL        | Miami Orange Bowl                   |
| 1985–86   | New England Patriots (1)  | 31-14  | Miami Dolphins       | Miami, FL        | Miami Orange Bowl                   |
| 1986–87   | Denver Broncos (2)        | 23-20  | Cleveland Browns     | Cleveland, OH    | Cleveland Municipal Stadium         |
| 1987–88   | Denver Broncos (3)        | 38-33  | Cleveland Browns     | Denver, CO       | Mile High Stadium                   |
| 1988–89   | Cincinnati Bengals (2)    | 21-10  | Buffalo Bills        | Cincinnati, OH   | Riverfront Stadium                  |
| 1989–90   | Denver Broncos (4)        | 37-21  | Cleveland Browns     | Denver, CO       | Mile High Stadium                   |
| 1990–91   | Buffalo Bills (1)         | 51-3   | Los Angeles Raiders  | Orchard Park, NY | Ralph Wilson Stadium                |
| 1991–92   | Buffalo Bills (2)         | 10-7   | Denver Broncos       | Orchard Park, NY | Ralph Wilson Stadium                |
| 1992–93   | Buffalo Bills (3)         | 29-10  | Miami Dolphins       | Miami, FL        | Joe Robbie Stadium                  |
| 1993–94   | Buffalo Bills (4)         | 30-13  | Kansas City Chiefs   | Orchard Park, NY | Ralph Wilson Stadium                |
| 1994–95   | San Diego Chargers (1)    | 17-13  | Pittsburgh Steelers  | Pittsburgh, PA   | Three Rivers Stadium                |
| 1995–96   | Pittsburgh Steelers (5)   | 20-16  | Indianapolis Colts   | Pittsburgh, PA   | Three Rivers Stadium                |
| 1996–97   | New England Patriots (2)  | 20-6   | Jacksonville Jaguars | Foxboro, MA      | Foxboro Stadium                     |
| 1997–98   | Denver Broncos (5)        | 24-21  | Pittsburgh Steelers  | Pittsburgh, PA   | Three Rivers Stadium                |
| 1998–99   | Denver Broncos (6)        | 23-10  | New York Jets        | Denver, CO       | Mile High Stadium                   |
| 1999–00   | Tennessee Titans (1)      | 33-14  | Jacksonville Jaguars | Jacksonville, FL | Jacksonville Municipal Stadium      |
| 2000–01   | Baltimore Ravens (1)      | 16-3   | Oakland Raiders      | Oakland, CA      | Oakland Coliseum                    |
| 2001–02   | New England Patriots (3)  | 24-17  | Pittsburgh Steelers  | Pittsburgh, PA   | Heinz Field                         |
| 2002–03   | Oakland Raiders (4)       | 41-24  | Tennessee Titans     | Oakland, CA      | Oakland Coliseum                    |
| 2003–04   | New England Patriots (4)  | 24-14  | Indianapolis Colts   | Foxboro, MA      | Gillette Stadium                    |
| 2004–05   | New England Patriots (5)  | 41-27  | Pittsburgh Steelers  | Pittsburgh, PA   | Heinz Field                         |
| 2005–06   | Pittsburgh Steelers (6)   | 34-17  | Denver Broncos       | Denver, CO       | Invesco Field at Mile High          |
| 2006–07   | Indianapolis Colts (2)    | 38-34  | New England Patriots | Indianápolis, IN | RCA Dome                            |
| 2007–08   | New England Patriots (6)  | 21-12  | San Diego Chargers   | Foxboro, MA      | Gillette Stadium                    |
| 2008–09   | Pittsburgh Steelers (7)   | 23-14  | Baltimore Ravens     | Pittsburgh, PA   | Heinz Field                         |
| 2009–10   | Indianapolis Colts (3)    | 30-17  | New York Jets        | Indianápolis, IN | Lucas Oil Stadium                   |
| 2010–11   | Pittsburgh Steelers (8)   | 24-19  | New York Jets        | Pittsburgh, PA   | Heinz Field                         |
| 2011–12   | New England Patriots (7)  | 23-20  | Baltimore Ravens     | Foxboro, MA      | Gillette Stadium                    |
| 2012–13   | Baltimore Ravens (2)      | 28-13  | New England Patriots | Foxboro, MA      | Gillette Stadium                    |
| 2013–14   | Denver Broncos (7)        | 26-16  | New England Patriots | Denver, COL      | Sports Authority Field at Mile High |
| 2014–15   | New England Patriots (8)  | 45-7   | Indianapolis Colts   | Foxboro, MA      | Gillette Stadium                    |
| 2015-16   | Denver Broncos (8)        | 20-18  | New England Patriots | Denver, COL      | Sports Authority Field at Mile High |
| 2016-17   | New England Patriots (9)  | 36-17  | Pittsburgh Steelers  | Foxboro, MA      | Gillette Stadium                    |
| 2017–18   | New England Patriots (10) | 24-21  | Jacksonville Jaguars | Foxboro, MA      | Gillette Stadium                    |
| 2018–19   | New England Patriots (11) | 37-31  | Kansas City Chiefs   | Kansas City, MO  | Arrowhead Stadium                   |
| 2019–20   | Kansas City Chiefs (1)    | 35-24  | Tennessee Titans     | Kansas City, MO  | Arrowhead Stadium                   |
| 2020–21   | Kansas City Chiefs (2)    | 38-24  | Buffalo Bills        | Kansas City, MO  | Arrowhead Stadium                   |
| 2021-22   | Cincinnati Bengals (3)    | 27-24  | Kansas City Chiefs   | Kansas City, MO  | Arrowhead Stadium                   |
| 2022-23   | Kansas City Chiefs (3)    | 23-20  | Cincinnati Bengals   | Kansas City, MO  | Arrowhead Stadium                   |